# Het verpeste kamp
Het verpeste kamp is het 308e stripverhaal van Jommeke. De reeks wordt getekend door Studio Jef Nys. Het album verscheen op 2 februari 2022.

## Personages
In dit verhaal spelen de volgende personages mee:
- Jommeke
- Flip
- Filiberke
- Annemieke en Rozemieke
- Kwak en Boemel

## Verhaal
Jommeke en zijn vrienden gaan op kamp. Als ze willen vertrekken met de bus, vertelt de reisleider hen dat er niemand is om eten te voorzien op het kamp, omdat de vorige koks moesten afzeggen wegens ziekte. Als Kwak en Boemel dit vernemen, geven zij zich op om mee te gaan als koks.
Jommeke, Flip, Filiberke en de Miekes vormen tijdens het kamp een groepje met nog twee andere jongeren: Max en Saar. Max blijkt het niet zo te hebben voor Saar, en laat dat ook blijken doorheen het verhaal. Er blijkt in de stad ook een wantoestand tussen de bewoners. Er wordt elk jaar een roeiwedstrijd gehouden tussen de bewoners van de ene kant de rivier, en de bewoners van de andere kant van de rivier. Degene die de wedstrijd wint, krijgt een bronzen berenbeeld aan zijn kant van de rivier. Pépé Gaston, de kampleider, steelt het beeld omdat het er alsmaar harder aan toe gaat tussen de bewoners. Kwak en Boemel zien hier een lucratieve zaak in en stelen het beeld van Pépé Gaston. Ze binden hem en ook Jommeke vast. Max ziet uiteindelijk in dat pesten niet gepast is en dat het beter is om vrienden te zijn. Max en Flip kunnen Jommeke bevrijden maar Kwak en Boemel zijn er ondertussen al met het beeld vandoor. Jommeke en ze zijn vrienden zetten de achtervolging in en kunnen de twee valsaards te water overmeesteren. Kwak en Boemel kunnen op de valreep nog ontsnappen aan de politie.
Op het einde van het verhaal legt Jommeke een voorstel voor aan de burgemeester om het berenbeeld op de brug die de stad in tweeën splitst, te plaatsen. De burgemeester vindt dit een fantastisch voorstel en uiteindelijk houdt de ruzie in de stad op. Ook Saar en Max zijn eind goed al goed goeie vrienden geworden.

## Achtergronden bij het verhaal
- Dit verhaal werd geschreven door Kristof Berte, een nieuwe scenarist bij Studio Jef Nys. Hij heeft eerder ook al zelf strips geschreven en geïllustreerd, bv. Lise op Monstereiland.
- Dit album werd speciaal geschreven om het pestprobleem bij jongeren aan te kaarten.
- Awel en Gie Deboutte hebben meegeholpen om dit verhaal te verwezenlijken.